# Кубок Польщі з футболу 2000—2001
Кубок Польщі з футболу 2000–2001 — 47-й розіграш кубкового футбольного турніру в Польщі. Титул вдруге здобула Полонія (Варшава).

## Календар
| Раунд            | Дата                     | Матчі | Клуби   |
| ---------------- | ------------------------ | ----- | ------- |
| Попередній раунд | 27 червня - 2 липня 2000 | 9     | 89 → 80 |
| Перший раунд     | 9 серпня 2000            | 32    | 80 → 48 |
| Другий раунд     | 12-13 вересня 2000       | 16    | 48 → 32 |
| 1/16 фіналу      | 23 вересня 2000          | 16    | 32 → 16 |
| 1/8 фіналу       | 22-25 листопада 2000     | 8     | 16 → 8  |
| 1/4 фіналу       | 7-14 березня 2001        | 8     | 8 → 4   |
| 1/2 фіналу       | 11-18 квітня 2001        | 4     | 4 → 2   |
| Фінал            | 16-27 травня 2001        | 2     | 2 → 1   |

## Попередній раунд
| Команда 1                      | Рахунок      | Команда 2                       |
| ------------------------------ | ------------ | ------------------------------- |
| 27 червня 2000                 |              |                                 |
| Ягеллонка (Нешава)             | 4:2          | Унія (Скерневіце)               |
| Чарні (Жагань)                 | 1:0          | Медзь (Легниця)                 |
| 28 червня 2000                 |              |                                 |
| ЛКС Квятковіце                 | 4:0          | Ракув-2 (Ченстохова)            |
| 2 липня 2000                   |              |                                 |
| Ґриф (Слупськ)                 | 1:3          | Котвиця (Колобжег)              |
| Дрвенца (Нове-Място-Любавське) | 3:0          | Бленкітні (Орнета)              |
| Підляшшя (Біла Підляська)      | 2:5          | Погонь (Седльце)                |
| Аміка-2 (Вронкі)               | 4:2          | ГКП Гожув-Великопольський       |
| Полонія (Лешно)                | 1:1 пен. 6:5 | Полонія (Сьрода-Великопольська) |
| Белявянка (Белява)             | 3:3 пен. 5:6 | Олімпія (Каменна Ґура)          |

## Перший раунд
| Команда 1                        | Рахунок      | Команда 2                       |
| -------------------------------- | ------------ | ------------------------------- |
| 9 серпня 2000                    |              |                                 |
| КС Славенцице (Кендзежин-Козьле) | 2:3          | Шльонськ (Вроцлав)              |
| Інкопакс (Вроцлав)               | 2:4          | Ґрунвальд (Руда-Шльонська)      |
| Олімпія (Каменна Ґура)           | 0:3          | Одра (Ополе)                    |
| ББТС Бельсько-Бяла               | 1:2          | Влукняж (Кетш)                  |
| ЛКС Янкови                       | 1:0          | ГКС (Катовиці)                  |
| Алюмініум (Конін)                | 0:1          | КС Мишкув                       |
| Щаковянка (Явожно)               | 2:1          | РКС (Радомсько)                 |
| ЛКС Квятковіце                   | 0:5          | КСЗО (Островець-Свентокшиський) |
| Каштелан (Серпць)                | 0:2          | Цераміка (Опочно)               |
| Бленкінті (Старгард)             | 1:2          | Чарні (Жагань)                  |
| Спартакус (Далешице)             | 2:2 пен. 4:5 | Ракув (Ченстохова)              |
| Вігри (Сувалки)                  | 1:1 пен. 1:4 | Єзьорак (Ілава)                 |
| ГЕКО (Чермно)                    | 1:3          | Полар (Вроцлав)                 |
| Спарта (Шепетово)                | 0:0 пен. 3:4 | Долькан (Зомбки)                |
| Ягеллонія (Білосток)             | 1:0          | Світ (Новий-Двір-Мазовецький)   |
| Ягеллонка (Нешава)               | 2:0          | Влукняж (Константинув-Лодзький) |
| Дрвенца (Нове-Място-Любавське)   | 0:5          | Аміка-2 (Вронкі)                |
| Окоцимскі (Бжесько)              | 1:1 пен. 2:4 | Сярка (Тарнобжег)               |
| Вавель (Краків)                  | 0:2          | Сталь (Стальова Воля)           |
| Нарев (Остроленка)               | 2:3          | Гетьман (Замостя)               |
| Погонь (Седльце)                 | 3:0          | Люблінянка (Люблін)             |
| Сандеція (Новий Сонч)            | 2:1          | Гутник (Краків)                 |
| Чувай (Перемишль)                | 0:5          | Гурник (Ленчна)                 |
| Радомяк (Радом)                  | 0:1          | ГКС (Белхатув)                  |
| Граніца (Дорогуськ)              | 1:3          | Погонь (Сташув)                 |
| Сталь (Ряшів)                    | 3:1 дч       | Сталь (Сянік)                   |
| Полонія (Лідзбарк-Вармінський)   | 1:4          | Лехія/Полонія (Гданськ)         |
| Граніца (Любича-Королівська)     | 0:1          | Корона (Кельці)                 |
| Гриф (Вейгерово)                 | 1:2          | МКС Млава                       |
| Полонія (Лешно)                  | -:+          | Полонія (Битом)                 |
| Котвиця (Колобжег)               | +:-          | Сталь (Щецин)                   |
| Завіша (Бидгощ)                  | +:-          | КП Конін                        |

## Другий раунд
| Команда 1             | Рахунок      | Команда 2                       |
| --------------------- | ------------ | ------------------------------- |
| 12 вересня 2000       |              |                                 |
| Єзьорак (Ілава)       | 1:1 пен. 4:3 | Лехія/Полонія (Гданськ)         |
| 13 вересня 2000       |              |                                 |
| Долькан (Зомбки)      | 1:2          | Сярка (Тарнобжег)               |
| Корона (Кельці)       | 0:1 дч       | Одра (Ополе)                    |
| МКС Млава             | 3:2          | КСЗО (Островець-Свентокшиський) |
| Ягеллонія (Білосток)  | 0:3          | Гурник (Ленчна)                 |
| Ракув (Ченстохова)    | 0:2          | Влукняж (Кетш)                  |
| Сандеція (Новий Сонч) | 2:1          | Ґрунвальд (Руда-Шльонська)      |
| Сталь (Ряшів)         | 1:2          | Полонія (Битом)                 |
| Погонь (Седльце)      | 3:1          | Сталь (Стальова Воля)           |
| Ягеллонка (Нешава)    | 0:3          | ГКС (Белхатув)                  |
| ЛКС Янкови            | 1:2          | КС Мишкув                       |
| Завіша (Бидгощ)       | 0:5          | Цераміка (Опочно)               |
| Щаковянка (Явожно)    | 1:3 дч       | Шльонськ (Вроцлав)              |
| Чарні (Жагань)        | 1:2 дч       | Полар (Вроцлав)                 |
| Аміка-2 (Вронкі)      | 1:2          | Котвиця (Колобжег)              |
| Погонь (Сташув)       | 2:1          | Гетьман (Замостя)               |

## 1/16 фіналу
| Команда 1                              | Рахунок      | Команда 2                   |
| -------------------------------------- | ------------ | --------------------------- |
| 23 вересня 2000                        |              |                             |
| КС Мишкув                              | 0:1          | Легія (Варшава)             |
| Сярка (Тарнобжег)                      | 0:2          | Рух (Радзьонкув)            |
| Шльонськ (Вроцлав)                     | 1:1 пен. 3:2 | Влукняж (Кетш)              |
| ЛКС (Лодзь)                            | 2:2 пен. 2:3 | Полонія (Варшава)           |
| Погонь (Седльце)                       | 4:1          | Котвиця (Колобжег)          |
| МКС Млава                              | 0:1          | Полар (Вроцлав)             |
| Гурник (Ленчна)                        | 2:1          | Вісла (Краків)              |
| Погонь (Сташув)                        | 0:1          | ОКС Стоміл (Ольштин)        |
| Єзьорак (Ілава)                        | 0:2          | ГКС (Белхатув)              |
| Цераміка (Опочно)                      | 2:1          | Полонія (Битом)             |
| Дискоболія (Гродзиськ-Великопольський) | 1:3          | Рух (Хожув)                 |
| Сандеція (Новий Сонч)                  | 1:2          | Заглембє (Любін)            |
| Лех (Познань)                          | 0:1          | Одра (Водзіслав-Шльонський) |
| Гурник (Забже)                         | 3:0          | Відзев (Лодзь)              |
| Орлен (Плоцьк)                         | 1:0          | Аміка (Вронкі)              |
| Одра (Ополе)                           | 3:0          | Погонь (Щецин)              |

## 1/8 фіналу
| Команда 1                   | Рахунок | Команда 2            |
| --------------------------- | ------- | -------------------- |
| 22 листопада 2000           |         |                      |
| ГКС (Белхатув)              | 0:1     | ОКС Стоміл (Ольштин) |
| Гурник (Ленчна)             | 4:1     | Цераміка (Опочно)    |
| Одра (Водзіслав-Шльонський) | 0:4     | Полонія (Варшава)    |
| Шльонськ (Вроцлав)          | 2:6     | Легія (Варшава)      |
| Одра (Ополе)                | 3:0     | Рух (Хожув)          |
| Орлен (Плоцьк)              | 3:1 дч  | Рух (Радзьонкув)     |
| 23 листопада 2000           |         |                      |
| Погонь (Седльце)            | 0:2     | Гурник (Забже)       |
| Полар (Вроцлав)             | 0:1     | Заглембє (Любін)     |

## 1/4 фіналу
| Команда 1         | Заг. | Команда 2            | 1-й матч | 2-й матч |
| ----------------- | ---- | -------------------- | -------- | -------- |
| 7/14 березня 2001 |      |                      |          |          |
| Полонія (Варшава) | 4:2  | ОКС Стоміл (Ольштин) | 2:1      | 2:1      |
| Заглембє (Любін)  | 4:1  | Легія (Варшава)      | 4:0      | 0:1      |
| Гурник (Ленчна)   | 1:4  | Гурник (Забже)       | 0:2      | 1:2      |
| Одра (Ополе)      | 2:1  | Орлен (Плоцьк)       | 2:1      | 0:0      |

## 1/2 фіналу
| Команда 1         | Заг.    | Команда 2         | 1-й матч | 2-й матч |
| ----------------- | ------- | ----------------- | -------- | -------- |
| 11/18 квітня 2001 |         |                   |          |          |
| Заглембє (Любін)  | 2:2 (ч) | Полонія (Варшава) | 1:2      | 1:0      |
| Одра (Ополе)      | 1:3     | Гурник (Забже)    | 1:1      | 0:2      |

## Фінал
| Команда 1         | Заг. | Команда 2         | 1-й матч | 2-й матч |
| ----------------- | ---- | ----------------- | -------- | -------- |
| 16/27 травня 2001 |      |                   |          |          |
| Гурник (Забже)    | 2:8  | Полонія (Варшава) | 1:2      | 2:2      |

### Перший матч
| 16 травня 2001 |

| Гурник (Забже)    | 1:2      | Полонія (Варшава)   |
| ----------------- | -------- | ------------------- |
| Пробеж 54' (пен.) | Протокол | Бонк 43' Павлак 67' |

| Стадіон Гурника, Забже Глядачів: 2 216 Арбітр: Збіґнев Марчик |

### Повторний матч
| 27 травня 2001 |

| Полонія (Варшава)          | 2:2      | Гурник (Забже)  |
| -------------------------- | -------- | --------------- |
| Павлак 34' (пен.) Бонк 83' | Протокол | Ґерчак 28', 71' |

| Стадіон Полонії, Варшава Глядачів: 3 500 Арбітр: Томаш Мікулскі |